# Šibuši (nádraží)
Šibuši (japonsky 志布志駅, Šibuši-eki) je neobsazená železniční stanice společnosti JR Kjúšú na trati Ničinan. Od roku 1987, kdy byl zrušen provoz v úseku Šibuši – Niši-Mijakonodžó, se jedná o konečnou stanici této trati.